# 1966 en musique classique
| \| • Retour à la chronologie générale de la musique classique • \| |
| Grèce • Rome • Haut Moyen Âge • VIIIe siècle • IXe siècle • Xe siècle • XIe siècle XIIe siècle • XIIIe siècle • XIVe siècle • XVe siècle • XVIe siècle • XVIIe siècle XVIIIe siècle • XIXe siècle • XXe siècle • XXIe siècle |
| • Retour à la chronologie générale de la musique classique • |

| Années en musique classique : 1963 - 1964 - 1965 - 1966 - 1967 - 1968 - 1969    |
| Décennies en musique classique : 1930 - 1940 - 1950 - 1960 - 1970 - 1980 - 1990 |

## Événements

### Créations
- 17 avril :  Création de Come Out de Steve Reich, qui sera un des travaux fondateurs de la musique de phase.
- 13 juin : La Mère coupable op.142, opéra de  Darius Milhaud, créé au Grand Théâtre de Genève, sous la direction de Serge Baudo.
- 21 septembre : la Symphonie no 9 Dell'ahimè de Gian Francesco Malipiero, créée à Varsovie.
- 25 septembre : le Concerto pour violoncelle no 2 op.126 de Chostakovitch, créé par Rostropovitch sous la direction de Ievgueni Svetlanov dirigeant l'Orchestre symphonique de la fédération de Russie à Moscou.
- 19 novembre : la Symphonie no 6 (version non achevée) de Roger Sessions, créée à  Newark (New Jersey).

Date indéterminée
- Requiem, op35, de Boris Tichtchenko sur un texte d'Anna Akhmatova.

### Autres
- 1er janvier : concert du nouvel an de l'orchestre philharmonique de Vienne au Musikverein, dirigé par Willi Boskovsky.

- Fondation par Jean-Claude Malgoire de l'ensemble La Grande Écurie et la Chambre du Roy.
- Fondation du Quatuor Gabrieli.

## Prix
- Radu Lupu remporte le Concours international de piano Van-Cliburn.
- Garrick Ohlsson obtient le 1er prix de piano du Concours international de piano Ferruccio Busoni.
- Grigory Sokolov obtient le 1er prix de piano du Concours international Tchaïkovski.
- Rafael Orozco obtient le 1er prix du Concours international de piano de Leeds.
- Elisso Virssaladze obtient le 1er prix de piano du Concours international Robert Schumann à Zwickau.
- Viktor Tretiakov obtient le 1er prix de violon du Concours international Tchaïkovski.
- Birgit Nilsson reçoit le Léonie Sonning Music Award.
- Ernst Křenek reçoit le Prix Bach de la Ville libre et hanséatique de Hambourg.

## Naissances

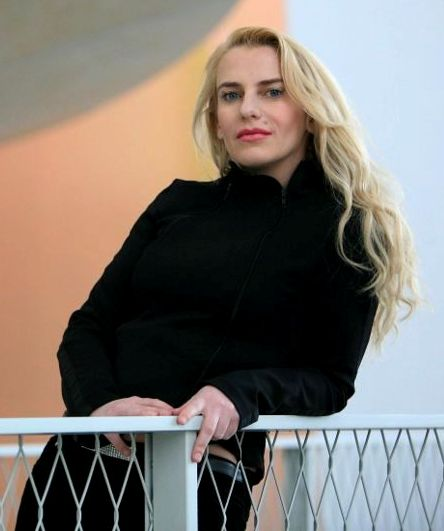
Beata Szalwinska

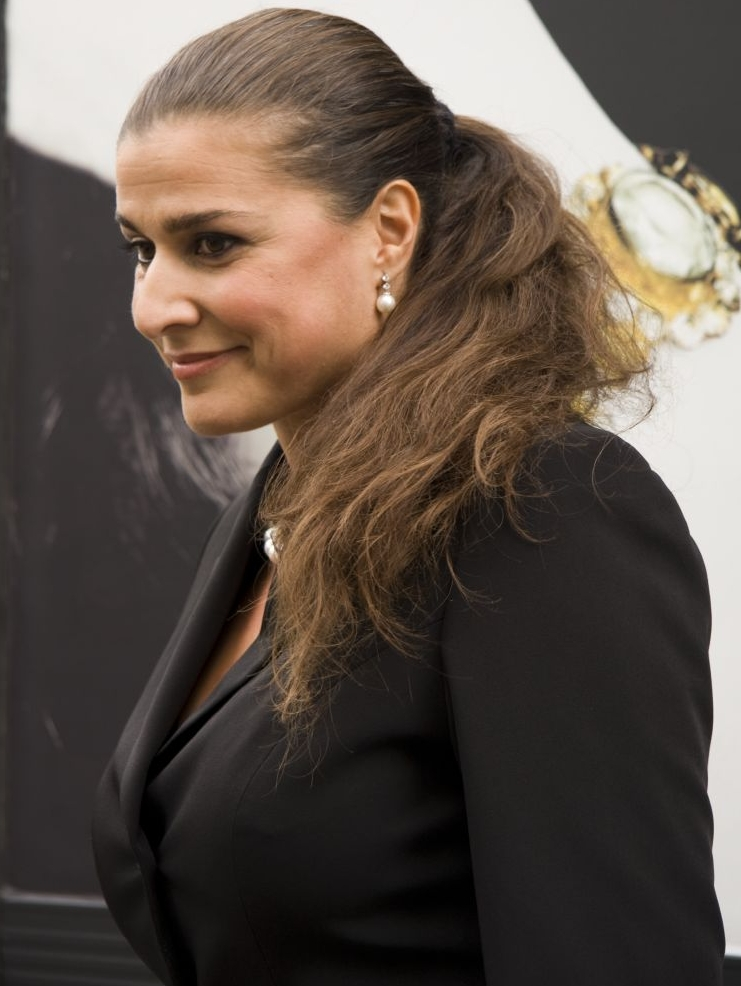
Cecilia Bartoli

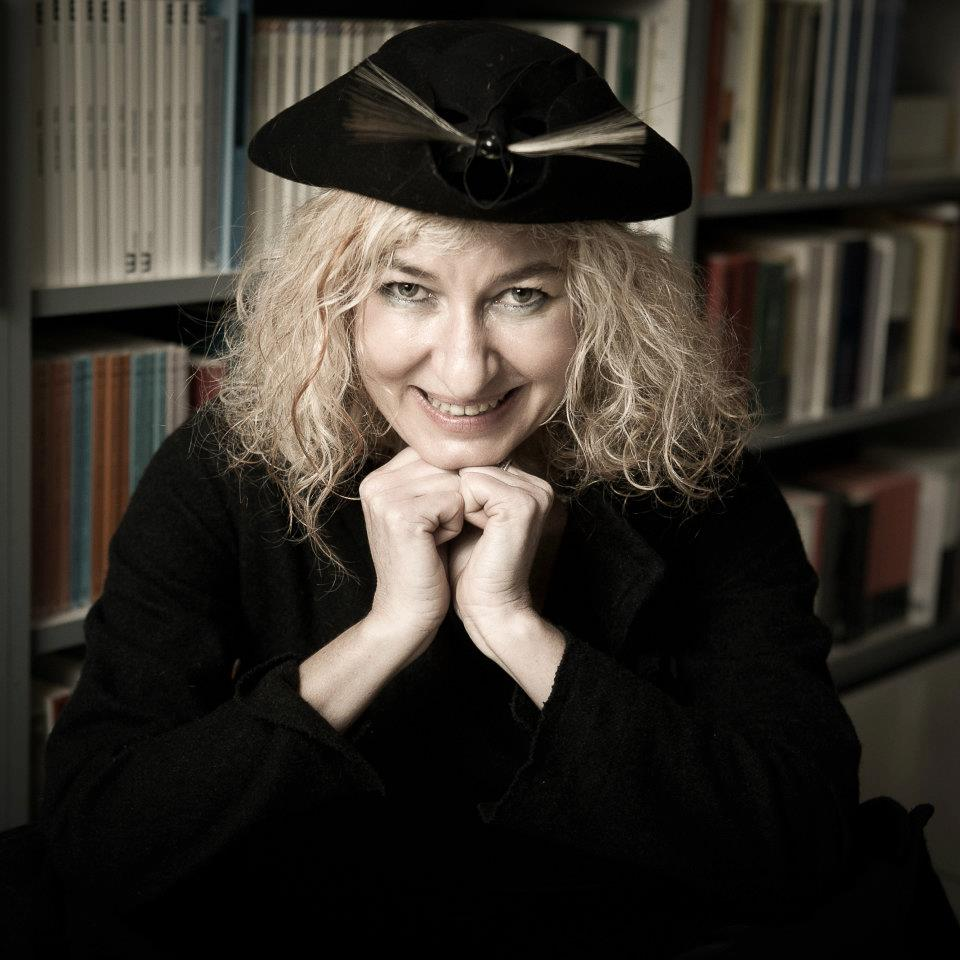
Alessandra Celletti

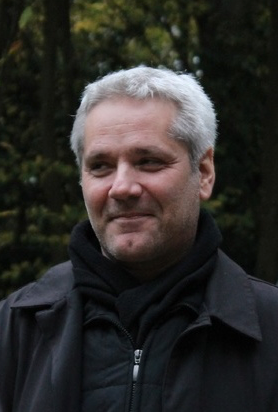
Yan Maresz

- 5 janvier : Sebastian Lang-Lessing, chef d'orchestre allemand.
- 19 janvier : Pieter-Jan Belder, claveciniste, forte-pianiste et flûtiste néerlandais.
- 6 février : Jennifer Wilson, soprano américaine.
- 9 février : Beata Szalwinska, pianiste polonaise.
- 6 mars : Fábio Zanon, guitariste brésilien.
- 12 mars : David Daniels, contreténor américain.
- 18 mars : Hélène Breschand, harpiste française.
- 28 mars : John Axelrod, chef d'orchestre américain.
- 19 avril : Véronique Gens, chanteuse lyrique française.
- 25 avril : Jérôme Noetinger, compositeur de musique électroacoustique et improvisateur français.
- 29 avril : Christian Tetzlaff, violoniste allemand.
- 11 mai : Jan Simon, pianiste tchèque.
- 20 mai : Emma Johnson, clarinettiste britannique.
- 4 juin : Cecilia Bartoli, mezzo-soprano italienne.
- 6 juin : Alessandra Celletti, pianiste, chanteuse et compositrice italienne.
- 14 juin : 
  - Eva Lind, chanteuse d'opéra autrichienne.
  - Guido Mancusi, chef d'orchestre et compositeur austro-italien.
- 3 juillet : Oswald Sallaberger, chef d'orchestre autrichien.
- 13 juillet : Natalia Luis-Bassa, chef d'orchestre vénézuélienne.
- 3 août : Jérôme Correas, chef d'orchestre, claveciniste et baryton-basse français.
- 11 août : Juan María Solare, compositeur et pianiste argentin.
- 30 août : Teddy Tahu Rhodes, chanteur d'opéra néo-zélandais.
- 1er septembre : Malin Hartelius, soprano suédoise.
- 20 septembre : Pierre-Jean Grassi, hautboïste et compositeur français († 17 décembre 1986).
- 25 septembre : Stanislav Bounine, pianiste russe.
- 2 octobre : Juan Carlos Tolosa, compositeur, pianiste et chef d'orchestre argentin.
- 8 octobre : Tabea Zimmermann, altiste allemande.
- 18 octobre : Jean-Claude Bloch, trompettiste et enseignant vaudois.
- 20 octobre : Graziella Contratto, chef d'orchestre suisse.
- 22 octobre : Pascale Lazarus, compositrice française.
- 14 novembre : Yan Maresz, compositeur français.
- 18 novembre : Daniel D'Adamo, compositeur argentin.
- 16 décembre : Isabelle van Keulen, violoniste et altiste néerlandaise.
- 23 décembre : Sylvie Reynaert, percussionniste française.
- 28 décembre : Piotr Beczała, chanteur ténor polonais.

### Date indéterminée
- Vincent Bouchot, ténor-baryton et compositeur français.
- Patrick Cohën-Akenine, violoniste et chef d'orchestre français.
- Rémi Cotta, chanteur, comédien et auteur français.
- Elisabetta Giorgi, harpiste italienne.
- Hervé Joulain, corniste français.
- Pierre Lénert, altiste français.
- David McVicar, metteur en scène écossais d'opéra et de théâtre.
- Gaël Mevel, pianiste, violoncelliste, improvisateur et compositeur.
- Jan Michiels, pianiste et professeur de musique belge.
- Alessandro di Profio, musicologue italien.
- Blandine Rannou, claveciniste française.
- Max Richter, compositeur allemand.
- Byron Schenkman, claveciniste et pianiste américaine.
- Peter Szendy, philosophe et musicologue français.
- Sabine Toutain, altiste française.
- Franck Villard, chef d'orchestre et compositeur français.

## Décès

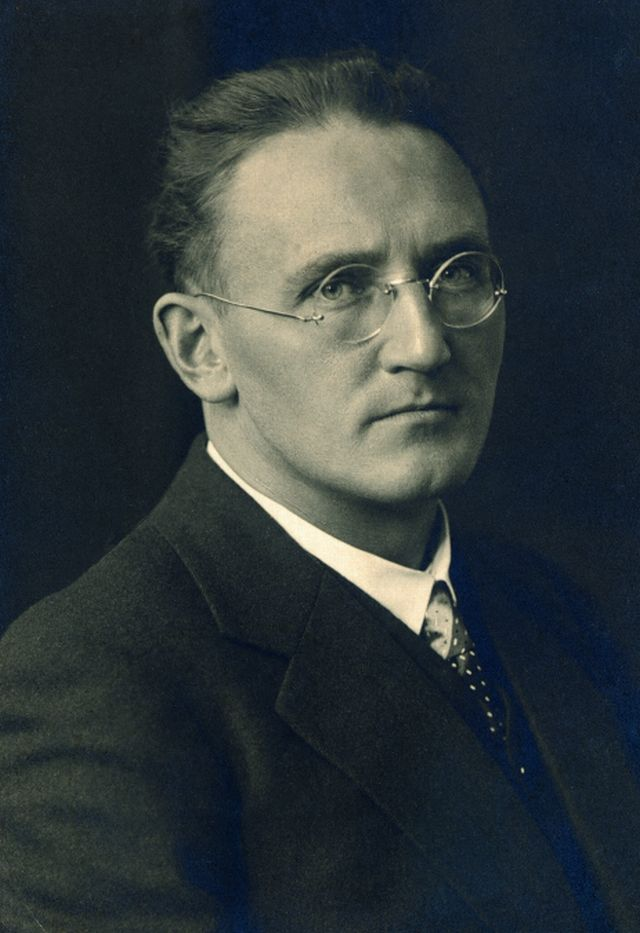
Hermann Scherchen

- 4 janvier : Marcel Tabuteau, hautboïste français considéré comme le fondateur de l'école américaine du hautbois (° 2 juillet 1887).
- 12 janvier : Louis Lajtai, compositeur suédois d'origine hongroise (° 13 avril 1900).
- 14 janvier : Charles Van den Borren, musicologue, spécialiste de la musique baroque et professeur de musique belge (° 17 novembre 1874).
- 29 janvier : Pierre Mercure, compositeur, réalisateur de télévision, bassoniste, administrateur canadien (° 21 février 1927).
- 13 février : Marguerite Long, pianiste française (° 13 novembre 1874).
- 14 février : Léon Hoogstoël, clarinettiste française (° 7 décembre 1887).
- 15 février : Charles Houvenaghel, acousticien belge (° 4 août 1878).
- 4 mars : Jānis Mediņš, compositeur letton (° 9 octobre 1890).
- 6 mars : Richard Hageman, compositeur, chef d'orchestre, pianiste et acteur américain, d'origine hollandaise (° 9 juillet 1881).
- 29 mars : Édouard Kriff, chanteur d'opéra français (° 3 août 1905).
- 30 mars : Jelly d'Arányi, violoniste hongroise naturalisée anglaise (° 30 mai 1893).
- 13 mai : Allard de Ridder, violoniste, compositeur et chef d'orchestre canadien d'origine néerlandaise (° 3 mai 1887).
- 21 mai : Marya Freund, cantatrice soprano polonaise naturalisée française (° 12 décembre 1876).
- 12 juin :
  - Thomas Chalmers, chanteur d'opéra, puis acteur, producteur et réalisateur américain (° 20 octobre 1884).
  - Hermann Scherchen, chef d'orchestre allemand (° 21 juin 1891).
- 17 juin : André Pernet, chanteur français, baryton-basse (° 6 janvier 1894).
- 18 juin : Guerman Galynine, compositeur russe (° 30 mars 1922).
- 29 juin : Arthur Meulemans, compositeur belge (° 19 mai 1884).
- 4 juillet : Louis Thirion, compositeur français (° 13 février 1879).
- 15 août : Jan Kiepura, ténor polonais, naturalisé américain (° 16 mai 1902).
- 31 août : Armand Machabey, musicologue français (° 7 mai 1886).
- 17 septembre : Fritz Wunderlich, ténor allemand, chanteur d'opéras et d'oratorios (° 26 septembre 1930).
- 18 septembre : Fernand Lamy, compositeur, professeur de musique, chef d'orchestre et chef de chœur français (° 8 avril 1881).
- 3 octobre : Johannes Schüler, chef d'orchestre allemand (° 21 juin 1894).
- 8 octobre : Addie Anderson Wilson, compositrice américaine (° 17 août 1876).
- 12 octobre : 
  - Arthur Lourié, compositeur américain d'origine russe (° 14 mai 1892).
  - Lucie Vellère, compositrice belge (° 23 décembre 1896).
- 17 octobre : Wieland Wagner (petit-fils de Richard Wagner), metteur en scène allemand, directeur du Festival de Bayreuth (° 5 janvier 1917).
- 1er novembre : Roland-Manuel, compositeur et musicologue français (° 22 mars 1891).
- 28 novembre : Vittorio Giannini, compositeur américain (° 19 octobre 1903).
- 9 décembre : Iouri Chaporine, compositeur et pédagogue soviétique (° 8 novembre 1887).
- 24 décembre : Gaspar Cassadó, violoncelliste et compositeur espagnol (° 30 septembre 1897).
- 26 décembre : Noël Gallon, pédagogue français (° 11 septembre 1891).
- 30 décembre : René Alix, organiste, chef de chœur et compositeur français (° 14 septembre 1907).
- 31 décembre : Louis Persinger, violoniste, pianiste et pédagogue américain (° 11 février 1887).

### Date indéterminée
- Louise Alvar, soprano suédoise (° 1884).
- Florine Calinesco, cantatrice à l'Opéra de Paris (° 6 avril 1878).
- Giuseppe Pettine, mandoliniste virtuose italo-américain, professeur et compositeur (° 13 février 1874).
- Arnold Trowell, violoncelliste et compositeur néo-zélandais (° 25 juin 1887).